# Jan Klemens
Jan Klemens (ur. 9 marca 1932 w Mysłowicach, zm. 18 maja 2021 w Gliwicach) – polski aktor teatralny i filmowy, reżyser teatralny, wieloletni dyrektor Teatru Zagłębia w Sosnowcu.

## Życiorys
Absolwent Katowickiego Studia Dramatycznego (1953). Występował na scenach Teatrów: Dramatycznych w Częstochowie (1949-1951), Śląskiego im. Stanisława Wyspiańskiego w Katowicach (1952-60, 1966-72) oraz Nowego w Zabrzu (1960-65, 1972-76). Grywał również w katowickim Teatrze Ateneum oraz na Scenie Polskiej w Czeskim Cieszynie. Na deskach zabrzańskiego teatru w 1961 roku debiutował jako reżyser teatralny. W latach 1976–1997 pełnił funkcję dyrektora naczelnego Teatru Zagłębia w Sosnowcu. Wystąpił w jedenastu spektaklach Teatru Telewizji (1965-1983) oraz wyreżyserował dwa telewizyjne przedstawienia (1982-1984). Wziął również udział w trzech audycjach Teatr Polskiego Radia (1970-1981).

### Odznaczenia i nagrody
- Srebrna Odznaka za Zasługi dla Województwa Katowickiego (1965)
- Odznaka 1000-lecia Państwa Polskiego (1966)
- Odznaka „Zasłużony Działacz Kultury” (1967)
- Odznaka "Zasłużony Działacz Związków Zawodowych" (1970)
- Złoty Krzyż Zasługi (1974)
- Odznaczenie im. Janka Krasickiego (1975)
- Krzyż Kawaleski Orderu Odrodzenia Polski (1978)
- Złota Maska za reżyserię sztuki "Śmierć na wybrzeżu Artemidy" (1988, Teatr Zagłębia w Sosnowcu)
- Medal im. Mariana Mikuły – Zasłużonemu dla Kultury Teatralnej (1995)
- Nagroda mini-Kreatora (2007)

## Filmografia
- Dezerter (1958) – agent
- Rodzina Milcarków (1962)
- Próba ognia (1976)
- Grzeszny żywot Franciszka Buły (1979) – ksiądz
- Blisko, coraz bliżej (1982) – odc. 1, 2, 3
- Zdaniem obrony (cz. Pętla dla obcego) (1984)
- Sprawa się rypła (1984)
- Komedianci z wczorajszej ulicy (1986)
- Tryumf ducha (Triumph of the spirit) (1989) – kapo